# 徐亚辉 (运动员)
徐亚辉（1913年—？），马来西亚华侨，中华民国足球运动员。

## 生平
毕业于暨南大学。代表中华民国，参加1936年奥运会的足球比赛。抗日战争爆发后，参加中华民国空军。